# Virginia Slims Championships 1992
| Prijzengeld \| Resultaat \| Prijzengeld \| Punten \| \| ------------ \| ----------- \| ------ \| \| winnares \| $ 250.000 \| 820 \| \| finale \| $ 120.000 \| 575 \| \| halve finale \| $ 53.000 \| 370 \| \| tweede ronde \| $ 26.000 \| 190 \| \| eerste ronde \| $ 14.000 \| 100 \| |             |        |
| Resultaat | Prijzengeld | Punten |
| winnares | $ 250.000   | 820    |
| finale | $ 120.000   | 575    |
| halve finale | $ 53.000    | 370    |
| tweede ronde | $ 26.000    | 190    |
| eerste ronde | $ 14.000    | 100    |

De WTA Tour Championships (officieel Virginia Slims Championships) van 1992 vonden plaats van 16 tot en met 22 november 1992 in de Amerikaanse stad New York. Het was de 22e editie van het toernooi. Er werd gespeeld op overdekte tapijtbanen in de Madison Square Garden.

## Enkelspel
De Joegoslavische tweevoudige titelverdedigster Monica Seles was als eerste geplaatst en versloeg in de finale de Amerikaanse Martina Navrátilová.
Er waren geen deelneemsters uit de lage landen.

### Geplaatste speelsters
- Rang is gebaseerd op de lijst van 9 november 1992

| Nr. | Speelster               | Rang | Resultaat    | Uitgeschakeld door  |
| --- | ----------------------- | ---- | ------------ | ------------------- |
| 1.  | Monica Seles            | 1    | winnares     | winnares            |
| 2.  | Steffi Graf             | 2    | eerste ronde | Lori McNeil         |
| 3.  | Gabriela Sabatini       | 3    | halve finale | Monica Seles        |
| 4.  | Martina Navrátilová     | 4    | finale       | Monica Seles        |
| 5.  | Arantxa Sánchez Vicario | 5    | kwartfinale  | Martina Navrátilová |
| 6.  | Mary Joe Fernandez      | 6    | eerste ronde | Jana Novotná        |
| 7.  | Jennifer Capriati       | 7    | kwartfinale  | Gabriela Sabatini   |
| 8.  | Conchita Martínez       | 8    | kwartfinale  | Lori McNeil         |

### Toernooischema
| Legenda | Legenda                  |
| ------- | ------------------------ |
| Q       | Qualifier                |
| WC      | Deelname via wildcard    |
| LL      | Lucky Loser              |
| r       | Opgave / trok zich terug |
| w/o     | Walk-over                |
| Alt     | Alternate                |
| SE      | Special Exempt           |
| PR      | Protected Ranking        |
| d       | Diskwalificatie          |

| eerste ronde | eerste ronde              | eerste ronde | eerste ronde | eerste ronde |  |  | tweede ronde | tweede ronde            | tweede ronde | tweede ronde | tweede ronde |  |  | halve finale | halve finale        | halve finale | halve finale | halve finale |  |  | finale | finale              | finale | finale | finale | finale | finale |
|              |                           |              |              |              |  |  |              |                         |              |              |              |  |  |              |                     |              |              |              |  |  |        |                     |        |        |        |        |        |
| 1            | Monica Seles              | 6            | 6            |              |  |  |              |                         |              |              |              |  |  |              |                     |              |              |              |  |  |        |                     |        |        |        |        |        |
|              | Nathalie Tauziat          | 1            | 2            |              |  |  | 1            | Monica Seles            | 3            | 6            | 6            |  |  |              |                     |              |              |              |  |  |        |                     |        |        |        |        |        |
|              | Jana Novotná              | 7            | 6            |              |  |  |              | Jana Novotná            | 6            | 4            | 1            |  |  |              |                     |              |              |              |  |  |        |                     |        |        |        |        |        |
| 6            | Mary Joe Fernández        | 63           | 2            |              |  |  |              |                         |              |              |              |  |  | 1            | Monica Seles        | 78           | 6            |              |  |  |        |                     |        |        |        |        |        |
| 3            | Gabriela Sabatini         | 6            | 6            |              |  |  |              |                         |              |              |              |  |  | 3            | Gabriela Sabatini   | 6            | 1            |              |  |  |        |                     |        |        |        |        |        |
|              | Amy Frazier               | 0            | 2            |              |  |  | 3            | Gabriela Sabatini       | 6            | 3            | 6            |  |  |              |                     |              |              |              |  |  |        |                     |        |        |        |        |        |
|              | Helena Suková             | 63           | 1            |              |  |  | 7            | Jennifer Capriati       | 1            | 6            | 4            |  |  |              |                     |              |              |              |  |  |        |                     |        |        |        |        |        |
| 7            | Jennifer Capriati         | 7            | 6            |              |  |  |              |                         |              |              |              |  |  |              |                     |              |              |              |  |  | 1      | Monica Seles        | 7      | 6      | 6      |        |        |
| 5            | Arantxa Sánchez Vicario   | 7            | 6            |              |  |  |              |                         |              |              |              |  |  |              |                     |              |              |              |  |  | 4      | Martina Navrátilová | 5      | 3      | 1      |        |        |
|              | Zina Garrison-Jackson     | 60           | 1            |              |  |  | 5            | Arantxa Sánchez Vicario | 1            | 6            | 2            |  |  |              |                     |              |              |              |  |  |        |                     |        |        |        |        |        |
|              | Manuela Maleeva-Fragnière | 2            | 2            |              |  |  | 4            | Martina Navrátilová     | 6            | 2            | 6            |  |  |              |                     |              |              |              |  |  |        |                     |        |        |        |        |        |
| 4            | Martina Navrátilová       | 6            | 6            |              |  |  |              |                         |              |              |              |  |  | 4            | Martina Navrátilová | 7            | 6            |              |  |  |        |                     |        |        |        |        |        |
| 8            | Conchita Martínez         | 6            | 6            |              |  |  |              |                         |              |              |              |  |  |              | Lori McNeil         | 65           | 4            |              |  |  |        |                     |        |        |        |        |        |
|              | Katerina Maleeva          | 4            | 3            |              |  |  | 8            | Conchita Martínez       | 6            | 3            | 2            |  |  |              |                     |              |              |              |  |  |        |                     |        |        |        |        |        |
|              | Lori McNeil               | 7            | 6            |              |  |  |              | Lori McNeil             | 3            | 6            | 6            |  |  |              |                     |              |              |              |  |  |        |                     |        |        |        |        |        |
| 2            | Steffi Graf               | 61           | 4            |              |  |  |              |                         |              |              |              |  |  |              |                     |              |              |              |  |  |        |                     |        |        |        |        |        |

|                         |  |               |
| Arantxa Sánchez Vicario |  | Helena Suková |

| Prijzengeld \| Resultaat \| Prijzengeld (per team) \| \| ------------ \| ---------------------- \| \| winnaressen \| $ 90.000 \| \| finale \| $ 46.000 \| \| halve finale \| $ 25.000 \| \| eerste ronde \| $ 13.000 \| |                        |
| Resultaat | Prijzengeld (per team) |
| winnaressen | $ 90.000               |
| finale | $ 46.000               |
| halve finale | $ 25.000               |
| eerste ronde | $ 13.000               |

## Dubbelspel
De titelhouders was het Amerikaanse koppel bestaande uit Martina Navrátilová en Pam Shriver, zij hadden als koppel het toernooi in totaal achtmaal gewonnen. Navrátilová en Shriver waren als vierde geplaatst en verloren in de halve finale van het als eerste geplaatste Spaanse/Tsjechoslowaakse koppel Arantxa Sánchez Vicario en Helena Suková.
Sánchez Vicario en Suková wonnen ook de titel. Suková had de finale van dit toernooi al viermaal verloren en won haar vijfde finale wel.
Er waren geen deelnemers uit de lage landen

### Geplaatste teams
- Rang is gebaseerd op de lijst van 9 november 1992. Plaatsingsvolgorde is ook mogelijk bepaald door een koppelsranglijst.

| Nr. | Team                                  | Rang   | Resultaat    | Uitgeschakeld door                    |
| --- | ------------------------------------- | ------ | ------------ | ------------------------------------- |
| 1.  | Arantxa Sánchez Vicario Helena Suková | 1+3=4  | winnaressen  | winnaressen                           |
| 2.  | Larisa Neiland Jana Novotná           | 5+2=7  | finale       | Arantxa Sánchez Vicario Helena Suková |
| 3.  | Gigi Fernández Natallja Zverava       | 6+4=10 | halve finale | Larisa Neiland Jana Novotná           |
| 4.  | Martina Navrátilová Pam Shriver       | 8+7=15 | halve finale | Arantxa Sánchez Vicario Helena Suková |

### Toernooischema
| Legenda | Legenda                  |
| ------- | ------------------------ |
| Q       | Qualifier                |
| WC      | Deelname via wildcard    |
| LL      | Lucky Loser              |
| r       | Opgave / trok zich terug |
| w/o     | Walk-over                |
| Alt     | Alternate                |
| SE      | Special Exempt           |
| PR      | Protected Ranking        |
| d       | Diskwalificatie          |